# Gare de Nouvel-Avricourt
Ne doit pas être confondu avec Gare d'Igney - Avricourt.
La gare de Nouvel-Avricourt, autrefois appelée gare de Deutsch-Avricourt, est une ancienne gare ferroviaire française de la ligne de Noisy-le-Sec à Strasbourg-Ville, située près du village de Nouvel Avricourt, sur le territoire de la commune d'Avricourt (Moselle),, en région Grand Est.
Mise en service en 1875 comme gare frontière à la suite d'une convention modifiant le traité de Francfort, elle perdit de son importance en raison du retour de la frontière franco-allemande à son tracé d'origine, puis de la fin de la traction vapeur entraînant la fermeture de son dépôt de locomotives. Mais c'est surtout la fermeture aux voyageurs de la ligne de Nouvel-Avricourt à Bénestroff, ainsi que la proximité de la gare voisine d'Igney - Avricourt, qui justifia sa fermeture en 1969.

## Situation ferroviaire
Établie à 283 mètres d'altitude, la gare de Nouvel-Avricourt est située au point kilométrique (PK) 410,894 de la ligne de Noisy-le-Sec à Strasbourg-Ville (également appelée ligne de Paris-Est à Strasbourg-Ville), entre la gare ouverte d'Igney - Avricourt et la gare fermée de Réchicourt-le-Château.
Ancienne gare de bifurcation, elle constituait l'origine de la ligne de Nouvel-Avricourt à Bénestroff (déclassée), dont seul le tronçon de Dieuze à Bénestroff subsiste aujourd'hui.

## Histoire

### Jusqu'en 1969
La gare d'Avricourt (aujourd'hui Igney - Avricourt) est mise en service en 1852,.

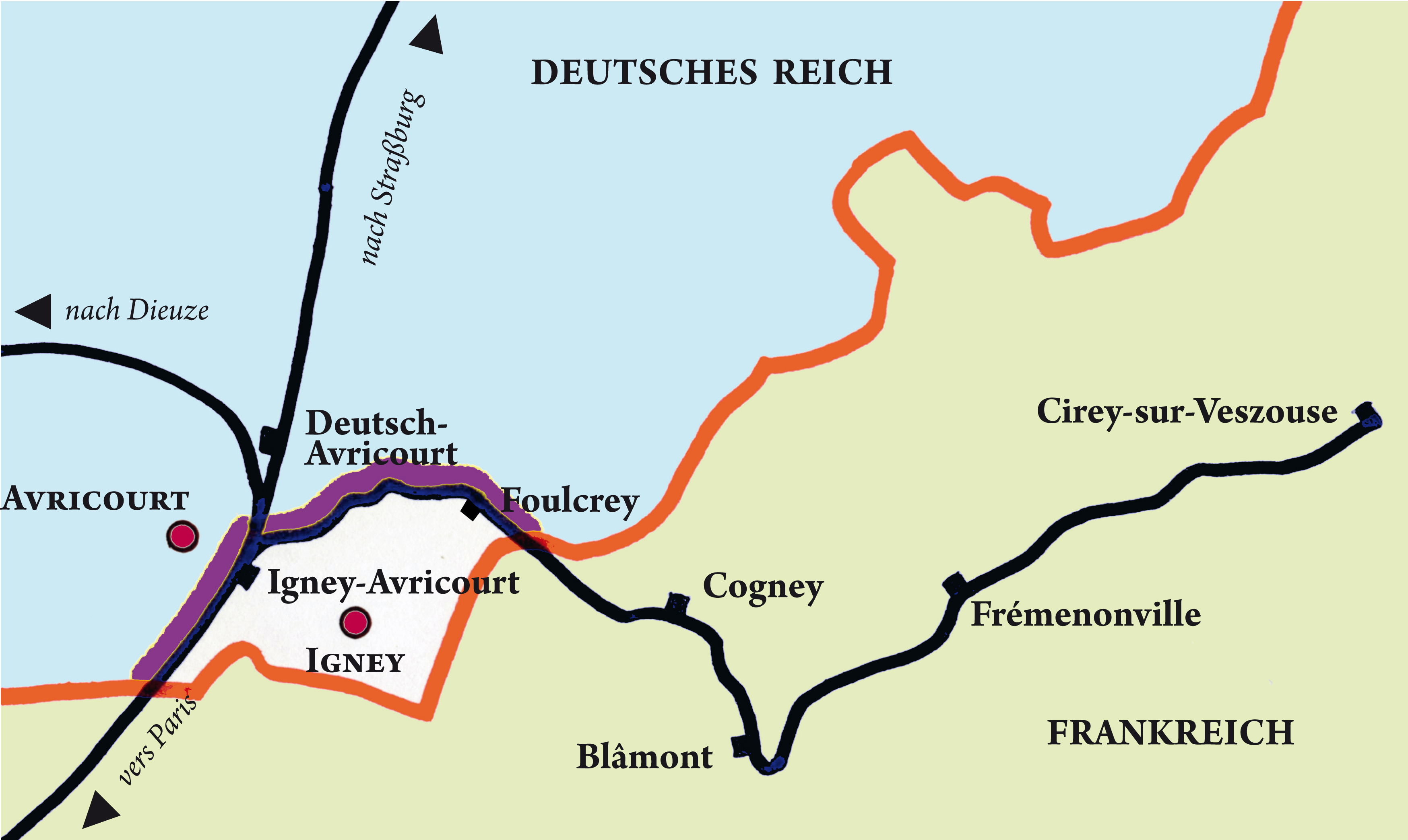
Évolution du tracé de la frontière franco-allemande, en 1871.

Lors de l'annexion de l'Alsace-Lorraine, à la suite de la signature du traité de Francfort le 10 mai 1871, le tracé de la nouvelle frontière fait que la gare d'embranchement et une partie de la ligne d'Igney - Avricourt à Cirey — exploitée par la Compagnie anonyme du chemin de fer d'intérêt local d'Avricourt à Blâmont et Cirey (ABC) — se retrouvèrent dans l'Empire allemand, empêchant ainsi leur fonctionnement normal,. À la suite des doléances françaises, les Allemands acceptèrent de modifier, par une convention additionnelle signée à Berlin le 12 octobre 1871, ladite frontière. Fixée sur six kilomètres le long même de la voie ferrée unique ABC et de celle à voie double de Paris – Strasbourg côté Lunéville, la nouvelle frontière permit le retour à la France de la commune d'Igney et la partie d'Avricourt située au sud de la voie ferrée (plus les villages de Raon-lès-Leau et de Raon-sur-Plaine). Les portions de voies ci-dessus et les installations de la gare d'Avricourt (qui prend le nom d'Igney - Avricourt) redeviennent alors françaises.
En échange de la cession des communes, la convention exigeait du gouvernement français de financer la construction d'une gare frontière en territoire allemand, qui fut terminée en 1875 à 1,3 km de la gare française et à 800 m de la nouvelle frontière. La nouvelle gare, nommée Deutsch-Avricourt (et germanisé en Elfringen), dispose d'un bâtiment voyageurs monumental de style néo-roman (dessiné par Johann Eduard Jacobsthal), construit en pierre de taille avec à l'origine des dimensions de 100 m de long sur 18 m de large, et comportant 57 fenêtres et 10 portes (dont une centrale avec accès par un escalier monumental), ainsi que quatre tours d'angle. Comme la plupart des gares construites en Alsace-Moselle durant l'annexion, elle doit démontrer le prestige de l'Empire allemand, en étant la vitrine de celui-ci aux portes de la France. La gare dispose également d'une poste, d'une halle à marchandises et d'une rotonde. L'ensemble des installations étaient comprises entre les deux lignes, la bifurcation étant située juste avant la gare ; celle-ci avait 5 voies (hors voies de service), desservies par 3 quais (deux centraux et un latéral). La création de ce site ferroviaire entraîna le développement ex nihilo d'une cité cheminote, appelée « colonie de Deutsch-Avricourt », pour loger les employés nécessaires à son fonctionnement, et organisée selon une stricte hiérarchie socioprofessionnelle. La gare est exploitée par la Direction générale impériale des chemins de fer d'Alsace-Lorraine (EL).
Sauf pour l'Orient-Express, créé en 1883, dont seule la locomotive devait être changée, les trains français (de la Compagnie des chemins de fer de l'Est), circulant à gauche en provenance de Lunéville et Nancy, avaient pour terminus la gare de Deutsch-Avricourt (dont tous les panneaux étaient écrits en allemand en écriture gothique et aucun en français). Les passagers étaient débarqués et aussitôt lesdits trains repartaient à vide pour stationner en gare d'Igney - Avricourt,. Les voyageurs, après avoir franchi les contrôles allemands de police et des douanes, attendaient la mise à quai du train allemand (de la Direction générale impériale des chemins de fer d'Alsace-Lorraine), qui partait en circulation à droite, — avec signalisation allemande — pour Sarrebourg, ainsi que Strasbourg (ancienne puis nouvelle gare à partir de 1883).
Une partie (située côté est, dont deux tours d'angle) du bâtiment voyageurs fut amputée lors de la Première Guerre mondiale, pendant laquelle Avricourt a été bombardée.
En 1919, lors de la restitution de l'Alsace-Lorraine à la France, la création du département de Meurthe-et-Moselle a maintenu la division administrative en créant deux communes côte-à côte, soit une dans chaque département (en Moselle et en Meurthe-et-Moselle). La gare a été renommée en Nouvel-Avricourt.
Le 19 juin 1919, la gare entre dans le réseau de l'Administration des chemins de fer d'Alsace et de Lorraine (AL). Puis, le 1er janvier 1938, cette administration d'État forme avec les autres grandes compagnies la SNCF, qui devient concessionnaire des installations ferroviaires de Nouvel-Avricourt.
Après l'annexion allemande de l'Alsace-Lorraine, c'est la Deutsche Reichsbahn qui gère la gare pendant la Seconde Guerre mondiale, du 1er juillet 1940 jusqu'à la Libération (en 1944 – 1945). Durant cette période, Nouvel-Avricourt a vraisemblablement retrouvé son statut de gare frontière, notamment avec le transit des trains transportant les déportés vers les camps de concentration nazis (comme celui de Dachau).
Le dépôt a disparu après ce dernier conflit opposant la France et l'Allemagne, en raison de l'électrification de la ligne Paris – Strasbourg (réalisée entre 1956 et 1962).

### Depuis la fermeture
La gare est définitivement fermée en 1969, en raison de la fermeture de la ligne de Nouvel-Avricourt à Bénestroff et de sa trop grande proximité avec la gare d'Igney - Avricourt. Le bâtiment de la poste est démoli en 1983. La SNCF souhaitait également démolir l'ancien bâtiment voyageurs ; il fut sauvé grâce à un comité de sauvegarde, qui parvint à l'acheter en 1985,. Plusieurs projets de réhabilitation ont alors été envisagés (hôtel, brasserie, boîte de nuit, musée des Passeurs ou encore musée ferroviaire), mais aucun ne s'est concrétisé. Il a toutefois été utilisé comme lieu de stockage pour des cartouches d'encre à recycler. Depuis, il était laissé à l'abandon et s'est donc délabré ; il était également régulièrement squatté. Une société civile immobilière (SCI), basée à Sarrebourg, rachète ce bâtiment en 2018, avec pour but d'en faire un lieu destiné à l'« événementiel ». L'édifice est, dans sa totalité, l'objet d'une inscription au titre des monuments historiques par arrêté du 9 octobre 2019. Les travaux de restauration devraient coûter plus d'un million d'euros. Cependant, ce projet étant resté sans suite, le bâtiment est à nouveau mis en vente en 2022 (sur Leboncoin), tandis que sa dégradation se poursuit.
Par ailleurs, les divers quais, voies de service et aiguillages ayant tous été détruits, seule subsiste la double voie de la ligne de Paris-Est à Strasbourg-Ville.

## Service des voyageurs
Nouvel-Avricourt est, de fait, fermée à tout trafic ferroviaire.
Néanmoins, la gare est desservie par des autocars TER Grand Est, via l'arrêt Nouvel Avricourt, situé dans la rue de la Gare (devant l'ancien bâtiment voyageurs). Ce service permet notamment de rejoindre les gares ouvertes d'Igney - Avricourt (la plus proche) et de Sarrebourg, toutes deux desservies par des trains du même réseau TER.